# Atelier Wicar
L'atelier Wicar est un lieu d'accueil d'artistes en résidence en Italie, dans la ville de Rome. Il appartient à la ville de Lille qui l'a reçu en legs du chevalier Jean-Baptiste Wicar, en 1837.

## Historique
En 1800, Jean-Baptiste Wicar s'établit définitivement en Italie et, à partir de 1809, à Rome. À sa mort, en 1834, il lègue à la Société des sciences, de l'agriculture et des arts de Lille et à la ville de Lille une très importante collection de dessins, aujourd'hui conservée au palais des Beaux-Arts de Lille, et l'atelier qu'il s'était fait construire en 1825, via del Vantaggio, près de la Piazza del Popolo, qu'il destinait à l'hébergement de deux ou trois pensionnaires boursiers choisis par la Ville de Lille pendant quatre ans. Ce projet est adossé à une fondation, l'œuvre pie Wicar, dotée du produit de la vente aux enchères de sa collection de peintures et autres biens meubles et immeubles, dont la gestion, comme celle de l'immeuble de la via del Vantaggio, est confiée à une congrégation religieuse, les Pieux Établissements français à Rome. Le lieu de résidence comprend un atelier sous verrière, un bureau et une chambre.
Le legs est reçu par les institutions lilloises en 1837. Toutefois, Wicar avait également accordé un droit d'occupation à quelques amis et l'atelier ne sera effectivement rendu disponible pour accueillir des pensionnaires que 25 ans plus tard, en 1862.
Les candidats doivent être nés à Lille et être âgés de moins de 31 ans au moment de l'ouverture des concours, dans trois spécialités : la peinture, la sculpture et l'architecture. Les lauréats bénéficient d'une bourse annuelle versée par la fondation pendant quatre ans, abondée par la ville de Lille qui prend également en charge les frais de route. Chaque année, les pensionnaires doivent envoyer au maire de Lille les travaux qu'ils ont exécutés, lesquels sont exposés dans les musées de la ville. Ce système est resté en vigueur jusqu'à la veille de la Seconde Guerre mondiale, en 1939.
Le dispositif n'est réactivé qu'en 1991. Mais, pour des raisons financières, les résidences sont ramenées à des périodes de trois à six mois, la fondation n'étant plus en mesure de couvrir les frais de séjour. Actuellement, les séjours, en partie financés par des mécènes privés, sont d'une durée de trois mois.

## Artistes résidents de la première période
Cette liste est tirée de la Société des sciences, de l'agriculture et des arts de Lille.
- 1862-1866 : Carolus-Duran, peintre et Émile Louis Salomé, peintre.
- 1866-1870 : Hector Lemaire, sculpteur.
- 1867-1871 : Carlos Batteur, architecte.
- 1870-1874 : Eugène Rogier, peintre (médaille anatomie 1867)[3].
- 1872-1876 : Alphonse-Amédée Cordonnier, sculpteur.
- 1876-1880 : August Wugk, peintre[4].
- 1879-1882 : Paul Lefebvre, peintre.
- 1883-1887 : Léon Cauvain, peintre et Désiré-Auguste Ghesquière, architecte.
- 188-1890 : Maurice Ramart, peintre.
- 1888-1892 : Georges Pelgrim, sculpteur.
- 1892-1893 : Maurice Lecocq, peintre.
- 1892-1894 : Alfred Sarazin (1867-1942), architecte[5].
- 1898-1902 : Jules Déchin, sculpteur et Léon Giffard, peintre.
- 1899-1901 : Prosper Santerre (mort vers 1904), architecte[6],[7].
- 1902-/1905 : Gustave Elsinger, sculpteur et Médéric Bottin, peintre.
- 1904-1905 : Maurice Batteur, architecte[8].
- 1906-1910 : Georges Hippolyte Dilly (1874-1946), peintre[9],[10].
- 1908-1911 : Géry Déchin, sculpteur[11],[12].
- 1910-1913 : Mathilde Marguerite Hautrive, peintre.
- 1912-1920 : Marcel Favier, architecte[13].
- 1914-1920 : Robert Dubar, peintre.
- 1921-1924 : Edmond Boulinghien, architecte.
- 1925-1929 : Eugène Nys, peintre.
- 1930-1933 : Pierre Desrumaux, peintre.
- 1934-1937 : Esther Rogeau, peintre.
- 1938-1939 : Albert Serrure, peintre.

## annexes